# Josh Charlton
Josh Charlton, né le 10 février 2003 à Sherburn, est un coureur cycliste britannique, originaire d'Angleterre. Il pratique le cyclisme sur piste et sur route.

## Biographie
Lors des mondiaux sur route de 2023, organisés à Glasgow, il prend la quatrième place du relais mixte avec l'équipe britannique.
Le 18 octobre 2024, lors des qualifications de la poursuite individuelle des championnats du monde sur piste, il améliore le record du monde de la discipline, jusqu'à alors détenu par Filippo Ganna, en parcourant les 4000 mètres en 3 min 59 s 304. Jonathan Milan améliore ce chrono lors de la finale les opposant, quelques heures plus tard.

## Palmarès sur piste

### Championnats du monde
| Édition / Épreuve | Poursuite individuelle | Poursuite par équipes |
| Ballerup 2024     | Argent                 | Argent                |

### Coupe des nations
- 2023
  - 1er de la poursuite par équipes à Milton (avec Oliver Wood, Daniel Bigham et Michael Gill)
- 2024
  - 1er de la poursuite par équipes à Adélaïde (avec Joshua Tarling, William Tidball, Rhys Britton et Charlie Tanfield)

### Championnats d'Europe
| Édition / Épreuve        | Poursuite individuelle | Poursuite par équipes | Américaine |
| Apeldoorn 2021 (juniors) | Bronze                 | Or                    | Or         |
| Anadia 2022 (espoirs)    |                        | 4e                    |            |
| Anadia 2023 (espoirs)    | Argent                 | Or                    |            |
| Heusden-Zolder 2025      | Or                     | Argent                |            |
| Anadia 2025 (espoirs)    | Or                     | Or                    |            |

### Championnats de Grande-Bretagne
- 2021
  -  Champion de Grande-Bretagne de poursuite juniors
  -  Champion de Grande-Bretagne du scratch juniors
  - 2e de l'américaine juniors
- 2023
  -  Champion de Grande-Bretagne de poursuite par équipes
  - 3e de la course aux points
- 2025
  -  Champion de Grande-Bretagne de poursuite

## Palmarès sur route

### Par années
- 2021
  - 2e du championnat de Grande-Bretagne sur route juniors
- 2023
  -  Champion de Grande-Bretagne du contre-la-montre espoirs
  - 6e du championnat du monde du contre-la-montre espoirs
- 2025
  - 5e étape de la Rás Tailteann

### Classements mondiaux
| Année                                 | 2023 | 2024  |
| ------------------------------------- | ---- | ----- |
| Classement mondial                    | 654e | 3088e |
|                                       |      |       |
| Légende : nc = non classéSource : UCI |      |       |